# 캐리 언더우드
캐리 마리 언더우드(Carrie Marie Underwood, 1983년 3월 10일 ~ )은 미국의 컨트리 음악 가수이다. 언더우드는 2005년 《아메리칸 아이돌》 시즌 4에서 우승했다. 언더우드는 여섯 번의 그래미 상 수상, 16번의 빌보드 뮤직 어워드 수상, 7번의 아메리칸 뮤직 어워드 수상, 11번의 아카데미 오브 컨트리 뮤직 어워드 수상을 비롯해 여러 시상식에서 수상을 했다. 또한 작곡가로써 골든 글로브상에 후보로 지명된적도 있다. 언더우드는 아카데미 오브 컨트리 뮤직 어워드에서 여자 가수로는 최초로 2009년과 2010년 올해의 엔터테이너에 두 번 선정되었다. 2008년에는 그랜드 올 오프리와 2009년에는 오클라호마 음악 명예의 전당에 이름을 올렸다.
2005년 언더우드의 데뷔 앨범 Some Hearts가 발매되었다. 이 앨범은 미국에서 700만 장 이상의 음반 판매량을 올리며 컨트리 음악 역사상 여자 솔로 가수 데뷔 앨범 중 가장 높은 판매량을 기록했고, 지난 10년간 가장 높은 판매고를 올린 컨트리 앨범이였다. 2007년에는 두 번째 정규 앨범 Carnival Ride가 발매되었고, 첫 주 527,000만장을 팔며 컨트리 여자 가수로는 가장 높은 첫 주 판매량을 기록했다. 이 앨범은 300만장 이상이 팔리며 트리플 플래티넘 인증을 받았다. 2009년에는 세 번째 정규 앨범 Play On이 발매되었다. 2012년에는 네 번째 정규 앨범 Blown Away을 발매해 빌보드 200 1위로 데뷔하며 세 번 연속 1위를 했다. 언더우드는 미국에서 1,300만 장의 음반 판매고와 2,500만 건 이상의 디지털 다운로드 판매량을 올렸고, 지난 10년간 네 번째로 많은 음반 판매량을 올린 가수이다. 세계적으로는 1,500만 장의 음반 판매고와 2,700만 건 이상의 싱글 판매량을 올리고있다.
언더우드는 빌보드와 같은 음악 매체에서 "컨트리의 여왕"으로 불리고 있다. 언더우드는 2005년 "Inside Your Heaven"을 빌보드 핫 100 1위에 올리며 2000년대 1위곡을 배출한 유일한 컨트리 가수이다. 또한 빌보드 핫 컨트리 송스 차트가 시작된 이후로 가장 많은 1위 싱글을 배출한 여자 가수이고, 2012년까지 12장의 1위 싱글을 배출해 11장의 1위 싱글을 가지고있던 가스 브룩스를 이겼다. 언더우드의 앨범 Some Hearts는 《빌보드》가 선정한 2000년대 최고의 컨트리 앨범으로 뽑혔고, 캐리 언더우드는 2000년대 최고의 컨트리 아티스트 순위 중 여자 컨트리 가수로는 최고로 뽑혔다.

## 음반 목록
- 2005: Some Hearts
- 2007: Carnival Ride
- 2009: Play On
- 2012: Blown Away
- 2015: Storyteller
- 2018: Cry Pretty
- 2022: Denim & Rhinestones

## 투어
- 2005: American Idols LIVE! Tour 2005
- 2006: Carrie Underwood: Live 2006
- 2008: Love, Pain and the Whole Crazy Carnival Ride Tour (w/ Keith Urban)
- 2008: Carnival Ride Tour
- 2010-2011: Play On Tour
- 2012-2013: Blown Away Tour
- 2016: Storyteller Tour: Stories in the Round